# Ries-Turnhalle
Die Ries-Turnhalle in der niedersächsischen Gemeinde Ritterhude, Riesstraße 44, stammt vom Anfang des 20. Jahrhunderts. Aktuell (2025) wird sie als Turnhalle genutzt.
Das Gebäude steht unter Denkmalschutz (siehe auch Liste der Baudenkmale in Ritterhude).

## Geschichte und Beschreibung
Die in Ritterhude geborenen Gebrüder Ries wanderten in den 1860er Jahren nach Amerika aus und gründeten mit ihrem dort erworbenen Vermögen mehrere Stiftungen zur Verschönerung und Verbesserung der Stadt Ritterhude. Von 1912 bis 1933 ließen sie aus Mitteln dieser Stiftungen sechs Gebäude (Turnhalle, Apotheke, Rathaus, Pfarrhaus mit Konfirmandensaalgebäude, Riesschule, Postgebäude) errichten.
Das eingeschossige traufständige verklinkerte Gebäude mit ziegelgedecktem Mansarddächern wurde 1912 nach Plänen von Professor Oskar Leopold Schuckmann (Bremen) gebaut, aus Mitteln der Stiftung der Geschwister Ries. Das Gebäude gliedert sich in die Sporthalle und straßenseitig davor und symmetrisch geordnet den viergeschossigen Mittelturm mit Eingang, offenem Obergeschoss, Inschrift und Uhr sowie zwei seitliche eingeschossige Bauten mit Drempel und mit Gauben. Der TuSG Ritterhude nutzt die Halle.
Das Landesdenkmalamt befand u. a.: „… Backsteinbau in Formen des Reformstils …“
Der Architekt und Professor Oskar Leopold Schuckmann entwarf die Ries-Turnhalle (1912) und sein Sohn Friedrich Schuckmann die Bauten Apotheke (1926), Rathaus (1928), Pfarrhaus (1929), Riesschule (1930) und Postgebäude (1932/33).